# 板垣退助が登場する大衆文化作品一覧
板垣退助が登場する大衆文化作品一覧（いたがきたいすけがとうじょうするたいしゅうぶんかさくひんいちらん）

## 小説
- 『板垣退助―孤雲去りて（上下巻）』三好徹著、人物文庫、学陽書房、1997年
- 『自由は死せず』門井慶喜著、2019年

## 舞台・一座
- 中村鶴五郎：『東洋自由曙(あずまなだ・じゆうのあけぼの)』坂崎紫瀾作、高知・堀詰座（1882年(明治15年)6月30日-7月25日上演[1]）相原尚褧役：松本錦蔵
- 中村七賀三郎：『花吹雪伊奈波の黄昏(はなふぶき・いなばのたそがれ)』岩田寛和原作、中村七賀十郎[2]演出、岐阜・末広座（1882年(明治15年)7月18日上演[1]）相原尚褧役：中村七賀十郎
- 中村七賀十郎：『花吹雪伊奈波の黄昏(原作名：岐阜の夜嵐)』岩田寛和原作、名古屋・宝生座（1882年(明治15年)8月18日上演[1]）相原尚褧役：市川左喜太郎
- 中村時蔵、市川蝦十郎、実川八百蔵：『好自由切籠白鞘(じゆうごのみ・きりかごのしろさや)』大阪・角座、（1882年(明治15年)上演[1]）
- 川上音二郎一座：『板垣君遭難実記』大阪・卯の日座（1891年(明治24年)2月5日上演[1]）
- 川上音二郎一座：『板垣退助君岐阜遭難実記』横浜・蔦座（1891年(明治24年)3月8日-3月15日上演[1]）
- 青柳捨三郎：『板垣君遭難実記』川上音二郎作、東京・中村座（1891年(明治24年)6月20日-7月11日上演[1]）相原尚褧役：川上音二郎
- 角藤定憲一座：『自由党総理板垣退助氏岐阜遭難実記』名古屋・新守座（1891年(明治24年)7月17日上演[1]）
- 笠井子雲、山下紫舟一座：『巷説美濃夜嵐(うわさばなし・みののよあらし)』京都・南座（1891年(明治24年)9月20日上演[1]）
- 木村武之佐壮士一座：『板垣総理岐阜春雨(いたがきそうり・ぎふのはるさめ)』名古屋・笑福座（1892年(明治25年)6月上演[1]）
- 武知元良一座：『板垣総理岐阜春雨(いたがきそうり・ぎふのはるさめ)』名古屋・音羽座（1893年(明治26年)1月上演[1]）
- 中村友次郎、嵐市丸、嵐市蔵、片岡燕童一座：『鮮血自由礎板垣退助君之伝(せんけつ・じゆうのいしづえ・いたがきたいすけくんのでん)』大阪・角座（1894年(明治27年)6月8日-6月27日上演[1]）
- (俳優不詳)：『自由党異変』板垣守正作、帝国劇場（1925年(大正14年)8月上演）
- 『新平さんの大風呂敷 -郷土の先人 後藤新平物語-』奥州市民劇・奥州市文化会館Zホール（2022年(令和4年)3月12日〜13日上演[3]）

## 映画
- (俳優不詳)：『板垣退助 自由の誉』監督：小口忠、製作：日活向島撮影所（1919年(大正8年)11月2日公開）
- 鈴木伝明：『白虎隊』（1927年）
- 瀬川銀潮：『維新の京洛 竜の巻 虎の巻』監督：池田富保、撮影：松村清太郎/唐沢弘光、製作：日活太秦撮影所、モノクロ・無声、126分（1928年9月27日公開）
- 坂東好太郎：『初陣』（1933年、松竹）
- 阪東扇太郎：『大村益次郎』（1942年、新興）
- 羅門光三郎：『暁の鼓笛隊』（1945年、大映）
- 杉山昌三九：『花の白虎隊』（1954年、大映）
- 里見浩太郎：『幕末美少年録 会津の決死隊』（1959年）
- 津田駿二：『巨人 大隈重信』（1963年、大映）
- 木村博人：『吶喊』（1975年）
- 葛西和雄：『草の乱』（2004年）

## テレビドラマ
- 南利明：『写真師三木乗兵衛伝』（1959年）
- 伊藤久哉：『青年』（1961年、NHK）
- 小山源喜/中村栄二：『西郷隆盛』（1963年、NHK）
- 藤田進：『白虎』（1963年、NTV）
- 多田幸男：『幕末』（1964年、TBS）
- 田崎潤：『風雪(民権の旗)』（1964年、NHK）
- 武内亨：『風雪(明治22年2月11日)』（1964年、NHK）
- 丹波哲郎：『柔』（1964年、YTV）
- 阿木五郎：『新選組血風録』第25話「流山」（1965年、NET・現テレビ朝日）
- 丹波哲郎：『続柔』（1965年、NTV）
- 神山繁：『燃ゆる白虎隊』（1965年、TBS）
- 根上淳：『明治天皇(第1部)』（1966年、YTV）
- 有川博：『竜馬がゆく』（1968年、NHK大河ドラマ）
- 中村竹弥：『大風呂敷』（1970年、NHK）
- 丹波哲郎：『黒帯風雲録 柔』（1972年、NTV）
- 勝部演之：『明治の群像(大久保利通)』（1976年、NHKドラマ）
- 浜田光夫：『命もいらず名もいらず 西郷隆盛伝』（1977年、TBS）
- 村野武範：『獅子の時代』（1980年、NHK大河ドラマ）
- 倉田保昭：『幕末青春グラフィティ 坂本竜馬』（1982年、NTV）
- 佐藤仁哉 : 『竜馬がゆく』 （1982年、テレビ東京）
- 米倉斉加年：『春の波涛』（1985年、NHK大河ドラマ）
- あおい輝彦：『白虎隊』（1986年、日本テレビ年末時代劇スペシャル）
- 船戸順：『田原坂』（1987年、日本テレビ年末時代劇スペシャル）
- 丹波哲郎：『大風呂敷 後藤新平』（1989年）
- 谷口高史：『坂本龍馬』（1989年、TBS）
- 斎藤洋介：『翔ぶが如く』（1990年、NHK大河ドラマ）
- 田村勤：『竜馬がゆく』（2004年）
- 片岡鶴太郎：『白虎隊』（2007年、テレビ朝日新春スペシャルドラマ）
- 米山善吉：『南洲翁異聞』（2008年、鹿児島テレビ）
- 加藤雅也：『八重の桜』（2013年、NHK大河ドラマ）
- 杉谷むね男：『質実剛健 生きざま』（2017年、山陰ケーブルビジョン）
- 渋川清彦:『西郷どん』（2018年、NHK大河ドラマ）

## テレビアニメ
- 『お〜い!竜馬』（NHK総合テレビ、声：金丸淳一）

## 漫画
- 『お〜い!竜馬』（原作：武田鉄矢、作画：小山ゆう）
- 『ねこねこ日本史』（作：そにしけんじ）
- 『竜馬がゆく』（原作：司馬遼太郎、漫画：鈴ノ木ユウ）

## ゲーム
- 『自由黨歴史雙六』早稲田大学図書館蔵
- 『板垣・自由』泥めんこ(ベッタンの事)
- 『維新の嵐』
- 『討鬼伝』
- 『幕末BLADE』- アクションRPG、価格：基本プレイ無料＋アイテム課金、2013年6月21日発売
- 『幕末志士の恋愛事情』- 乾退助[4]
- 『幕末維新 天翔ける恋』(略称：幕天/ばくてん)- 板垣退助役・声：上村祐翔 [5]
  - ストーリー：身分制度が厳しい江戸時代の中で、不思議な感性と率直な物言いで、周囲の者たちを惹きつける土佐藩上士。立場を顧みない退助の優しさに主人公はいつしか想いを寄せるが…。（メーカー：ボルテージ、2021年6月22日配信開始）
- 『英傑大戦』- 乾退助（迅衝隊総督）「戦争で生まれた秩序は、戦争で覆すしかない！」が決め台詞で、実際に板垣退助が大政奉還に反対した時に発した言葉。戊辰戦争時の退助の姿を再現したもの[6]。戊辰戦争の決戦時には実際には「板垣」に復姓しているが、ゲームでは「乾」姓のままで、明治維新以前の退助像を強調している。（メーカー：セガ）